# محافظة كوروسا
كوروسا هي محافظة غينية تقع في إقليم كانكان في غينيا .عاصمتها هي كوروسا. تبلغ مساحة المحافظة 14050 كيلومتر مربع ويبلغ عدد سكانها 268630 نسمة.

## المحافظات الفرعية
تنقسم المحافظة إدارياً إلى 12 محافظة فرعية :
1. مركز كوروسا
2. بابيلا
3. بالاتو
4. بانفيلي
5. بارو
6. سيسيلا
7. دواكو
8. دورا
9. كينييرو
10. كمولا كورة
11. كومانا
12. سانغيانا